# Filey
Filey is een civil parish in het bestuurlijke gebied Scarborough, in het Engelse graafschap North Yorkshire. De plaats telt 6981 inwoners.

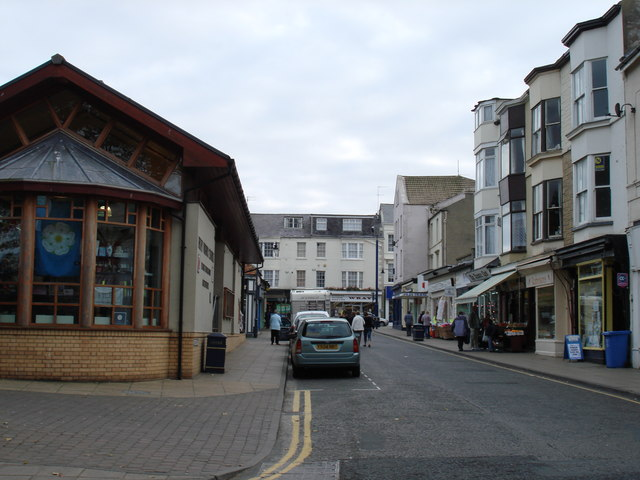